# Liste der Naturdenkmale im Bezirk Friedrichshain-Kreuzberg
Die Liste der Naturdenkmale im Bezirk Friedrichshain-Kreuzberg nennt die im Berliner Bezirk Friedrichshain-Kreuzberg ausgewiesenen Naturdenkmale (Stand August 2002).

## Bäume
| Nr.              | Bezeichnung                      | Lage                                                                                          | Beschreibung           | Schutzzweck                        | Bild                                    |
| ---------------- | -------------------------------- | --------------------------------------------------------------------------------------------- | ---------------------- | ---------------------------------- | --------------------------------------- |
| 2-3/B-2 Wikidata | Stiel-Eiche                      | Volkspark Friedrichshain Friedhof der Märzgefallenengegenüber Landsberger Allee 24 (Standort) | Quercus robur          |                                    | mehr Fotos \| Fotos hochladen           |
| 2-3/B-3 Wikidata | Stiel-Eiche                      | Volkspark Friedrichshain Café Schönbrunn (Standort)                                           | Quercus robur          |                                    | mehr Fotos \| Fotos hochladen           |
| 2-4/B Wikidata   | (V-9/B) Stiel-Eiche              | Forckenbeckplatz, südlich Bereich, nahe Eldenaer Straße (Standort)                            | Quercus robur          | Schönheit                          | mehr Fotos \| Fotos hochladen           |
| 2-5/B Wikidata   | (V-10/B) Fächerblattbaum         | Koppenstraße 76, Schulhof (Standort)                                                          | Ginkgo biloba          | Seltenheit, Eigenart               | mehr Fotos \| Fotos hochladen           |
| 2-6/B Wikidata   | (V-11/B) Platane                 | Alt-Stralau 4 (Standort)                                                                      | Platanus × acerifolia  | Schönheit                          | mehr Fotos \| Fotos hochladen           |
| 2-7/B Wikidata   | (V-21/B) Balkan-Rosskastanie     | Alt-Stralau 17 (Standort)                                                                     | Aesculus hippocastanum | Schönheit                          | mehr Fotos \| Fotos hochladen           |
| 2-8/B Wikidata   | (V-12/B) Silber-Weide            | Alt-Stralau 42–43 (Standort)                                                                  | Salix alba             | Schönheit                          | mehr Fotos \| Fotos hochladen           |
| 2-9/B Wikidata   | (V-13/B) Schwarz-Pappel          | Tunnelstraße 1 (Standort)                                                                     | Populus nigra          | Schönheit                          | mehr Fotos \| Fotos hochladen           |
| 2-10/B Wikidata  | (V-14/B) Stiel-Eiche             | Tunnelstraße 3–4 (Standort)                                                                   | Quercus robur          | Schönheit                          | mehr Fotos \| Fotos hochladen           |
| 2-11/B Wikidata  | (V-15/B) Stiel-Eiche             | Tunnelstraße 5–11, Friedhof, nordwestlich der Kirche (Standort)                               | Quercus robur          | Schönheit                          | mehr Fotos \| Fotos hochladen           |
| 2-12/B Wikidata  | (V-16/B) Berg-Ahorn              | Tunnelstraße 30 (Standort)                                                                    | Acer pseudoplatanus    | Schönheit                          | mehr Fotos \| Fotos hochladen           |
| 2-13/B Wikidata  | (V-17/B) Feld-Ulme               | Otto-Braun-Straße / Ecke Friedenstraße; nordwestlich der Bartholomäus-Kirche (Standort)       | Ulmus carpinifolia     | Schönheit                          | mehr Fotos \| Fotos hochladen           |
| 2-14/B Wikidata  | (V-18/B) Balkan-Rosskastanie     | Georgenkirchstraße 69–70, hinterer rechter Grundstücksbereich (Standort)                      | Aesculus hippocastanum | Schönheit                          | Direkt Bild zu diesem Denkmal hochladen |
| 2-17/B Wikidata  | (V-22/B) Platane                 | Löwestraße 10 A, Hofbereich (Standort)                                                        | Platanus × acerifolia  | Schönheit                          | mehr Fotos \| Fotos hochladen           |
| 2-19/B Wikidata  | (VI-9/B) Platane                 | Methfesselstraße 28–48, Brauerei, südlich der Einfahrt (Standort)                             | Platanus × acerifolia  | Schönheit                          | mehr Fotos \| Fotos hochladen           |
| 2-20/B Wikidata  | (VI-1/B) Platane                 | Methfesselstraße 43, Wilhelmshöhe, Spielplatz (Standort)                                      | Platanus × acerifolia  | Schönheit                          | mehr Fotos \| Fotos hochladen           |
| 2-21/B Wikidata  | (VI-5/B) Balkan-Rosskastanie     | Viktoriapark, östlicher Teil, nahe Methfesselstraße (Standort)                                | Aesculus hippocastanum | Schönheit                          | mehr Fotos \| Fotos hochladen           |
| 2-22/B Wikidata  | (VI-2/B) Stiel-Eiche             | Dreifaltigkeitsfriedhof, Eingang Bergmannstraße (Standort)                                    | Quercus robur          | Schönheit                          | mehr Fotos \| Fotos hochladen           |
| 2-23/B Wikidata  | (VI-3/B) Südlicher Zürgelbaum    | Vor Mehringdamm 107 (Standort)                                                                | Celtis australis       | Schönheit, Seltenheit (als Gruppe) | mehr Fotos \| Fotos hochladen           |
| 2-24/B Wikidata  | (VI-4/B) Platane                 | Wilhelmshöhe (Privatstraße), Rondell (Standort)                                               | Platanus × acerifolia  | Schönheit                          | mehr Fotos \| Fotos hochladen           |
| 2-25/B Wikidata  | (VI-6/B) Balkan-Rosskastanie     | Wrangelstraße 128, Schulhof (Kitagelände) (Standort)                                          | Aesculus hippocastanum | Schönheit                          | mehr Fotos \| Fotos hochladen           |
| 2-26/B Wikidata  | (VI-10/B) Gemeine Eibe           | Wrangelstraße 137, Vorgarten (Standort)                                                       | Taxus baccata          | Schönheit, Eigenart                | mehr Fotos \| Fotos hochladen           |
| 2-27/B Wikidata  | (VI-7/B) Südlicher Trompetenbaum | Wartenburgstraße 1, Vorgarten (Standort)                                                      | Catalpa bignonioides   | Schönheit, Eigenart                | mehr Fotos \| Fotos hochladen           |
| 2-28/B Wikidata  | (VI-8/B) Platane                 | Hallesches Ufer, Ecke Köthener Brücke (Standort)                                              | Platanus × acerifolia  | Schönheit, landeskundliche Gründe  | mehr Fotos \| Fotos hochladen           |
| 2-29/B Wikidata  | (VI-13/B) Gemeine Eibe           | Großbeerenstraße 22, Vorgarten (Standort)                                                     | Taxus baccata          | Schönheit, Seltenheit, Eigenart    | mehr Fotos \| Fotos hochladen           |
| 2-30/B Wikidata  | Weiße Maulbeere                  | Viktoriapark Kreuzberg, östlich des Wasserfalls (Standort)                                    | Morus alba             |                                    | mehr Fotos \| Fotos hochladen           |
| 2-31/B Wikidata  | Stiel-Eiche                      | Fichtestraße 13 (Standort)                                                                    | Quercus robur          |                                    | Direkt Bild zu diesem Denkmal hochladen |
| 2-32/B Wikidata  | Stiel-Eiche                      | Fichtestraße 19 (Standort)                                                                    | Quercus robur          |                                    | Direkt Bild zu diesem Denkmal hochladen |
| 2-33/B Wikidata  | Buchsbaum                        | Kirchhof Luisenstadt I, nahe der Friedhofsmauer, zur Golßener Straße Südstern 8-10 (Standort) | Buxus sempervirens     |                                    | Direkt Bild zu diesem Denkmal hochladen |
| 2-34/B Wikidata  | Sadebaum                         | Kirchhof Luisenstadt I, hinter der Gärtnerei Südstern 8-10 (Standort)                         | Juniperus sabina       |                                    | Direkt Bild zu diesem Denkmal hochladen |
| 2-35/B Wikidata  | Ahornblättrige Platane           | Straßenecke vor Skalitzer Straße 36/Wiener Straße 1 (Standort)                                | Platanus x hispanica   |                                    | Direkt Bild zu diesem Denkmal hochladen |

## Findlinge
Die in Berlin als Naturdenkmal geführten Findlinge sind in der Regel erratische Blöcke mit einem Volumen von mindestens einem Kubikmeter und somit eine Masse von mehreren Tonnen.
| Nr.            | Bezeichnung                                   | Lage                                                     | Beschreibung | Schutzzweck                | Bild                          |
| -------------- | --------------------------------------------- | -------------------------------------------------------- | ------------ | -------------------------- | ----------------------------- |
| 2-1/F Wikidata | Findling, „Felix-Mendelssohn-Bartholdy-Stein“ | Mendelssohn-Bartholdy-Park (Standort)                    |              | naturgeschichtliche Gründe | mehr Fotos \| Fotos hochladen |
| 2-2/F Wikidata | Findling                                      | Oranienstraße 124/125 Ecke Alexandrinenstraße (Standort) |              | naturgeschichtliche Gründe | mehr Fotos \| Fotos hochladen |
| 2-3/F Wikidata | Findling                                      | Gleisdreieck Park, nördlich Möckernkiez (Standort)       |              |                            | mehr Fotos \| Fotos hochladen |

## Ehemalige Naturdenkmale
| Nr.             | Bezeichnung                                                                    | Lage                                                                       | Beschreibung                                                                     | Schutzzweck           | Bild                                    |
| --------------- | ------------------------------------------------------------------------------ | -------------------------------------------------------------------------- | -------------------------------------------------------------------------------- | --------------------- | --------------------------------------- |
| 2-1/B Wikidata  | (V-1/B) Balkan-Rosskastanie                                                    | Landsberger Allee 32, südlich des Sportplatzes (Standort)                  | Aesculus hippocastanum; bei Neuausweisung 2021 nicht mehr gelistet               | Schönheit             | Direkt Bild zu diesem Denkmal hochladen |
| 2-2/B Wikidata  | (V-2/B) Silber-Ahorn                                                           | Volkspark Friedrichshain (Standort)                                        | Acer saccharinum; bei Neuausweisung 2021 nicht mehr gelistet                     | Schönheit, Seltenheit | mehr Fotos \| Fotos hochladen           |
| 2-2/B Wikidata  | (V-5/B) Südlicher Trompetenbaum                                                | Volkspark Friedrichshain (Standort)                                        | Catalpa bignonioides; bei Neuausweisung 2021 nicht mehr gelistet                 | Schönheit, Seltenheit | Direkt Bild zu diesem Denkmal hochladen |
| 2-3/B Wikidata  | (V-3/B) Platane, (V-6/B) Stiel-Eiche, (V-7/B) Stiel-Eiche, (V-8/B) Stiel-Eiche | Volkspark Friedrichshain (Standort)                                        | Platanus × acerifolia, Quercus robur; bei Neuausweisung 2021 nicht mehr gelistet | Schönheit             | Fotos hochladen                         |
| 2-15/B Wikidata | (V-19/B) Paul’s Scarlet Rotdorn                                                | Fürstenwalder Straße 16–19, südlich des Gebäudes Nr. 16 (Standort)         | Crataegus laevigata; bei Neuausweisung 2021 nicht mehr gelistet                  | Schönheit             | Fotos hochladen                         |
| 2-16/B Wikidata | Lederhülsenbaum                                                                | Boxhagener Platz, nördlicher Bereich (Standort)                            | Gleditsia triacanthos; bei Neuausweisung 2021 nicht mehr gelistet                | Schönheit, Seltenheit | Direkt Bild zu diesem Denkmal hochladen |
| 2-18/B Wikidata | (VI-11/B) Platane                                                              | Methfesselstraße 19 / Wilhelmshöhe 9, am Zaun in der Grünanlage (Standort) | Platanus × acerifolia; bei Neuausweisung 2021 nicht mehr gelistet                | Schönheit             | mehr Fotos \| Fotos hochladen           |